# Chay, Doubs
Chay là một xã của tỉnh Doubs, thuộc vùng Franche-Comté, miền đông nước Pháp.

## Dân số
Điều tra dân số năm 1999, xã này có dân số là 141.
Ước lượng năm 2005 là 175.